# Rato-almiscarado

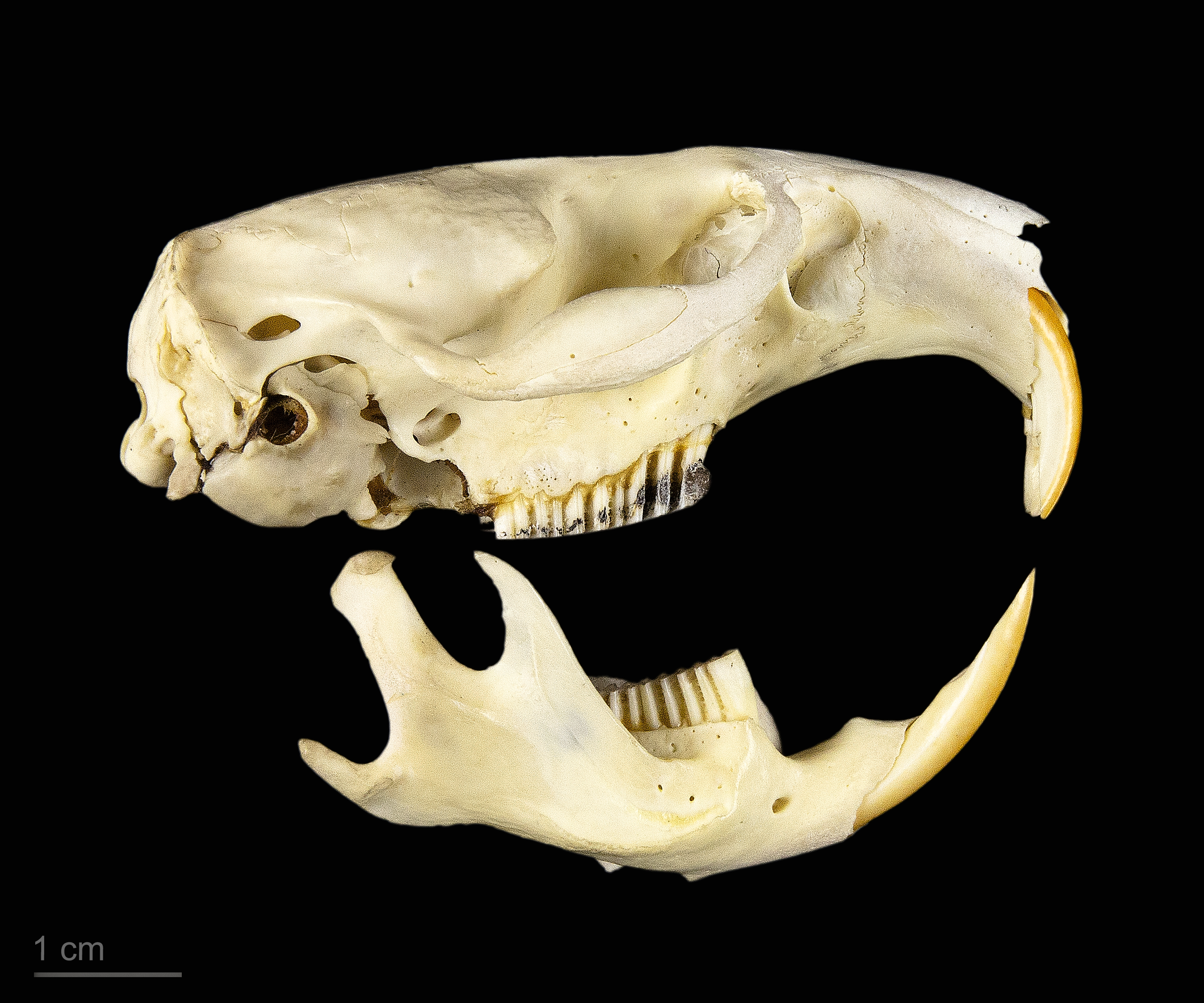
Ondatra zibethicus - MHNT

O rato-almiscarado é a única espécie do gênero Ondatra, é um roedor semi-aquático de porte médio nativo da América do Norte.
Nativos da América do Norte, os ratos-almiscarados foram levados para o norte da Europa e para a Ásia no início do século XX. Logo eles se adaptaram a essas regiões.
A pelagem do rato-almiscarado é densa e quente, de cor castanho-avermelhada. Esses animais medem cerca de 33 centímetros de comprimento e possuem membranas nas patas que os auxiliam a nadar. Eles receberam esse nome porque exalam um forte odor de almíscar.
A alimentação dos ratos-almiscarados consiste de plantas aquáticas. Eles costumam ser mais ativos no final da tarde e à noite.
Os ratos-almiscarados vivem em grupos familiares. Sua casa pode ser uma toca ou um buraco na margem de um rio. Eles também vivem em bancos formados por lodo e plantas, em águas rasas. A fêmea do rato-almiscarado pode dar à luz várias ninhadas em um ano. A cada ninhada nascem de um a onze filhotes. Os filhotes nascem cegos, mas depois de um mês já são capazes de se cuidar sozinhos. O rato-almiscarado em geral vive por três anos em seu ambiente.

Em algumas regiões, o rato-almiscarado serve de alimento. Ele também é caçado por sua pele. Esse animal pode tornar-se uma praga quando abre buracos em diques, represas e outras estruturas.